# Dryocora simoni
Dryocora simoni is een keversoort uit de familie Prostomidae. De wetenschappelijke naam van de soort is voor het eerst geldig gepubliceerd in 1893 door Grouvelle.